# پیتر میمی
پیتر میمی (زاده ۹ آوریل ۱۹۸۷) کارگردان و نویسنده مصری است. او دانش‌آموختهدانشکده پزشکی دانشگاه قاهره است. وی در رشته پزشکی فعالیت می‌کرد اما این کار را رها کرد و به ساخت فیلم و مجموعه تلویزیونی روی آورد. او چندین فیلم کوتاه ساخت. اما بعدا تعداد زیادی فیلم بلند را نیز کارگردانی کرد که از مهم‌ترین آنها می‌توان به سعید کلاکت، هرم چهارم، میمون صحبت می‌کند، جنگ کرموز، و موسی اشاره کرد.
پیتر میمی متهم است فیلم‌ها و مجموعه‌های تلویزیونی (مانند حشاشین و الاختیار) که می‌سازد در جهت منافع سیاسی دولت مصر و ضدیت با گروه‌هایی چون اخوان‌المسلمین هستند.